# Kyōko Hamaguchi
Kyōko Hamaguchi (jap. 浜口京子 Hamaguchi Kyōko; ur. 11 stycznia 1978 w Tokio) – japońska zapaśniczka w stylu wolnym, dwukrotna brązowa medalistka olimpijska, pięciokrotna mistrzyni świata.
Dwukrotna brązowa medalistka igrzysk olimpijskich (2004, 2008) w kategorii do 72 kg. Jedenasta w 2012, także w kategorii 72 kg.
Pięciokrotna złota medalistka mistrzostw świata (1997, 1998, 1999, 2002, 2003), dwukrotnie srebrna (2005, 2006) i trzykrotnie brązowa medalistka (2000, 2008, 2010).
Mistrzyni Azji 1996, 2004, 2006, 2007, 2008. Mistrzyni Igrzysk Azjatyckich 2002, druga w 2006 i trzecia w 2002. Pierwsza w Igrzyskach Wschodniej Azji w 2001
Pierwsza w Pucharze Świata w 2001, 2002, 2004, 2005, 2011, 2014; druga w 2006; trzecia w 2003, 2010; ósma w 2012 roku.